# الحصن (نجمان)

تعديل مصدري - تعديل

الحصن محلة تابعة لقرية نجمان، التابعة لعزلة كومان بمديرية حبيش إحدى مديريات محافظة إب في الجمهورية اليمنية، بلغ تعداد سكانها 55 حسب تعداد اليمن لعام 2004.